# Harasztÿ István

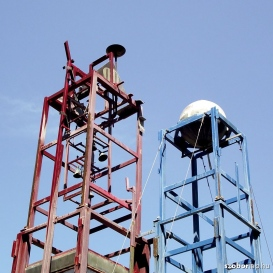
Deák Dénes szökőkút
Részlet
Székesfehérvár (1993)

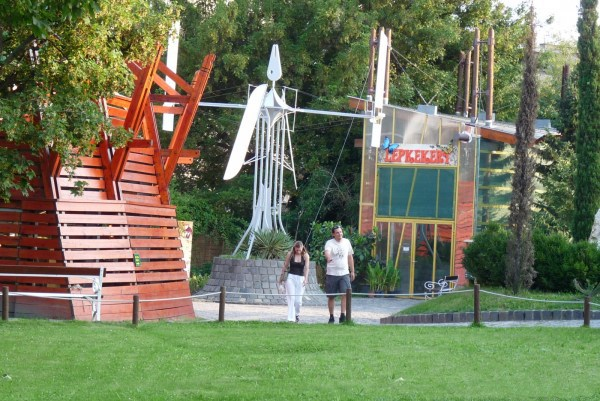
Madár c. köztéri alkotása a budapesti Állatkertben

Harasztÿ István (Pestszentimre, 1934. október 31. – 2022. július 13.) Kossuth-díjas magyar szobrász, a kinetikus művészet jelentős képviselője.
A hazai mobil szobrászat közkedvelt alkotója (beceneve Édeske). Autodidakta művész. Több műve már életében klasszikussá vált. Fanyar humorú, sok esetben szatirikus mondanivalót hordozó alkotásai nagy feltűnést keltettek már az 1970-es években. Számos esetben éles kritikát fogalmazott meg a Kádár-rendszer működésével kapcsolatban. Ennélfogva művészete hosszú évekig nem kapott kellő teret.

## Életpályája
1951–1953 között géplakatos-tanuló, 1953-tól díszműlakatos volt, ekkor kezdett festeni. 1960–1970 között a Dési Huber Körbe járt fejleszteni képzőművészeti alapismereteit, mestere Laborcz Ferenc volt. Kenyerét tanítással kereste, 1957 és 1965 között műszaki ismereteket oktatott egy szakmunkásképző iskolában. 1965–1967 között díszítőelemek tervezésével bízták meg a Lánc- és Kovácsoltáru Ktsz.-ben, ezután a József Attila Művelődési Központban dekorációs feladatokat kapott, 1967–1989 között belsőépítész lett a Dél-pesti Vendéglátóipari Vállalatnál, közben 1975–76-ban a kaposvári Csiky Gergely Színházban szcenikus.
Kinetikus alkotásai közül talán a leghíresebbek az Acélmosoly, a Fügemagozó (1970), s az Agyágyú című szerkezetek, melyek egyetlen lökéssel mozgásba hozhatók, s „ütköztetik” a képzőművész és az aktuális megismerő néző fantáziáját. Szobrainak legfőbb eleme a mobilitás, az elgondolás és a játék, képzőművészeti szaknyelven „mozgás”, „koncept” és „játék.” Szürrealisztikus nonfigurációi kapcsolják a Szürenon művészcsoportosuláshoz is, minden kiállításukon szerepelt műveivel.

## Kiállításai (válogatás)

### Egyéni
- 1966 Debrecen
- 1967 József Attila Művelődési Központ, Budapest
- 1967 Óbudai Hajógyár, Budapest
- 1969 Ifjú Gárda Művelődési Ház, Budapest
- 1972 Balatonboglári kápolnatárlatok Molnár Sándorral, Balatonboglár
- 1972 Fészek Klub (Pódium), Budapest
- 1972 Egyetemi Színpad (Holmi), Budapest
- 1975 Mobil '75, Kisgaléria, Hajdúszoboszló
- 1976 Orvostudományi Egyetem, Debrecen
- 1977 Mobil '77, Szent István Király Múzeum, Székesfehérvár
- 1981 Iparművészeti Múzeum, Budapest
- 1988 DAAD Galerie, Berlin (Német Szövetségi Köztársaság)
- 1989 Harasztÿ István est egyszeri kiállítással, Műcsarnok, Budapest
- 1994 Malbuch aus dem 20. Jahrhundert Szabados Árpáddal, Magyar Ház, Berlin
- 1994 M. H. B. Immo, Körmendi Galéria, Budapest
- 1996 Csontváry Galéria, Budapest
- 1997 Árkád-Szalóky Galéria, Budapest
- 1998 Városi Művészeti Múzeum, Győr
- 1998 Retrospektív kiállítás, Műcsarnok, Budapest
- 1999 Mozgás a fizikai törvények ellenében, Szinyei Szalon, Budapest
- 2000 21-XXI. Matzon Ákossal, Vízivárosi Galéria, Budapest

### Csoportos
- 1964 Pedagógus Képzőművészek Kiállítása, MÉMOSZ székház, Budapest
- 1967 Képzőművészeti Körök VII. Országos kiállítása, Szeged
- 1969 Szürenon I., Kassák Lajos Művelődési Ház, Budapest
- 1970-1971 Balatonboglári kápolnatárlatok, Balatonboglár
- 1971 Fény-mozgás, Egyetemi Színpad, Budapest
- 1971 Új Művek, Műcsarnok, Budapest
- 1972 Fiatal magyar művészek, Urednoci G., Katolicka Porta, Újvidék
- 1973 Kopernikusz emlékkiállítás, Budapesti Műszaki Egyetem
- 1974 20. századi magyar művészet, Palais du Rhunie, Strasbourg
- 1975 Új Magyar Konstruktivisták, Städtisches Kunstmuseum, Bonn
- 1978 10 éves a Győri Művésztelep, Műcsarnok, Győr
- 1979 Szürenon II., Kassák Lajos Művelődési Ház, Budapest
- 1979-1980 Kortárs Magyar Művészet, Salone Brunelleschiano, Firenze; Palazzo Reale, Milánó
- 1980 Tendenciák 1970-1980, 1., Új művészet 1970-ben, Óbuda Galéria, Budapest
- 1980 20 éves a Győri Műcsarnok, Műcsarnok, Győr
- 1981 Műanyag a képzőművészetben, Józsefvárosi Galéria, Budapest
- 1981 Konstruktivista törekvések a magyar művészetben, G. Suvremene Umjetnosti, Zágráb
- 1982 13. Nemzetközi Bronz Kisplasztikai Biennálé, M. Civicoagli Eremitamni, Padova
- 1982 Fehér-fekete, Műcsarnok, Budapest
- 1983 Helyzet. Az 1970-es évek művészete a Sárospataki Képtárban, Budapest Galéria Lajos u., Budapest
- 1984 Electra, Musée d'Art Moderne de la Ville de Paris, Párizs
- 1984 Modern Magyar Érmek, Érmek és Anti-érmek, Goldsmitshs' Hall, London; Christ Church, Oxford
- 1986 Kortárs Magyar Szobrászati Kiállítás, John B. Aird Gallery, Toronto
- 1986 III. Kisplasztikai Triennálé, Schwabenlandhalle, Fellbach (Német Szövetségi Köztársaság)
- 1987 Kortárs magyar képzőművészet, Galerie der Künstler München
- 1987 Jelenkori magyar kisplasztika, Museum für Kunst und Kulturgeschichte der Stadt Dortmund (Német Szövetségi Köztársaság)
- 1987 VII. Budapesti Nemzetközi Kisplasztikai Kiállítás, Műcsarnok, Budapest; Eremitage Galerie, Berlin
- 1987 Régi és új avantgárd (1967-1975). A huszadik század magyar művészete, Csók Képtár, Székesfehérvár
- 1988 Győri Művésztelep 20 éves jubileumi kiállítása, Xantus János Múzeum, Győr
- 1988 Művészeti Olimpia, Modern Múzeum és Nemzetközi Szoborpark, Szöul
- 1988 Temp Rom Tér megnyitó kiállítás, Fővárosi Képtár, Budapest
- 1989 20. századi magyar művészet (1945-1988), Národní G., Prága; Dom umenia, Pozsony
- 1989 Emlékmű 1956 vértanúinak a 301-es parcellában, Budapest Galéria, Budapest
- 1989 Utópiák '89, Alkotók Európája, Grand Palais, Párizs
- 1989 Az avantgárd vége 1975-1980. A huszadik század magyar művészete, Csók Képtár, Székesfehérvár
- 1990 Szürenon 1970-1990, Kassák Lajos Művelődési Központ, Budapest
- 1990 Mozgás '70-90, Janus Pannonius Múzeum Modern Képtár, Pécs
- 1991 Kortárs művészet. Válogatás a Ludwig Múzeum és a Magyar Nemzeti Galéria gyűjteményéből, Magyar Nemzeti Galéria, Budapest
- 1993 Hatvanas évek – Új törekvések a magyar képzőművészetben, Magyar Nemzeti Galéria, Budapest
- 1993 Kunst Europa – 63 deutsche Kunstvereine zeigen Kunst aus 20 Ländern – Ungarn, Kunstverein Bremen
- 1993 Mi, "kelet-franciák". Magyar művészet 1981-89. A huszadik század magyar művészete, Csók Képtár, Székesfehérvár
- 1994 Európa – Európa, Kunst und Ausstellungshalle der BRD, Bonn
- 1994 1980-as évek – Képzőművészet, Ernst Múzeum, Budapest
- 1994 Kisszobor '94, Vigadó Galéria, Budapest
- 1995 Helyzetkép/Mai magyar szobrászat, Műcsarnok, Budapest
- 1996 Mobil fesztivál, Vigadó Galéria, Budapest
- 1996 Országos Faszobrászati Biennálé, Nagyatád
- 1996 A művészeten túl, Ludwig Múzeum, Budapest
- 1996 Szürenon '69-'96, Vigadó Galéria, Budapest
- 1996 Hommage à Kassák 1976-1996, Kassák Lajos Múzeum, Budapest
- 1997 Diaszpóra (és) művészet, Magyar Zsidó Múzeum, Budapest
- 1997 A kortárs magyar festészet és szobrászat remekművei, Genf
- 1998 A magyar neoavangarde első generációja 1965-1972, Szombathelyi Képtár, Szombathely
- 1999 Az 1990-es évek, Városi Képtár, Győr
- 1999 Tisztaság törvényei, kortárs magyar geometrikus művészet, Rozsics Galéria, Budapest
- 1999 Válogatás a Vass gyűjteményből, Csikász Galéria, Veszprém
- 1999 Kisplasztikai Biennálé, Pécs
- 1999 Expedíció a jövőbe, Centrális Galéria, Budapest
- 1999 Nézőpontok/Pozíciók, Közép-Európa művészetének 50 éve 1949-1999, Museum Moderne Kunst, Bécs és Ludwig Múzeum – Kortárs Művészeti Múzeum, Budapest
- 1999-2000 Évzáró, Szinyei Merse Pál Társaság kiállítása, Pest Center, Budapest
- 2000 MADI művészek, Ráday Galéria, Budapest
- 2000 Magyar Művészkönyvek, Goethe Intézet, Budapest.
- 2012 Régi Művésztelepi Galéria, Szentendre; Ámos Imre és a XX. század – kortárs összművészeti kiállítás
- 2013 Dunaszerdahely, Kortárs Magyar Galéria; Pécs, Fő téri Galéria; Berlin, Collegium Hungaricum Berlin; Budapest, Rumbach Sebestyén utcai zsinagóga – Ámos Imre és a XX. század – kortárs összművészeti kiállítás
- 2014 Budapest, Rumbach Sebestyén utcai zsinagóga – Imák Auschwitz után; Varsói Zsidó Történeti Intézet, Wroclaw, zsinagóga – "Hol van a te testvéred?" – Ámos Imre és a XX. század – kortárs összművészeti kiállítás

## Alkotásai (válogatás)

### Köztéren
- 1976 A kocka nincs elvetve (dúralumínium, Győr, Lila Iskola)
- 1976 Piros inga (acél, Győr, Szoborpark)
- 1977 Körök (acél, 1977, Budapest, 2. sz. Ipari Szakmunkásképző Iskola)
- 1984 Kunsztláda (faláda, 1984, Budapest, Vezetőképző Intézet – lappang)
- 1988 Flamingó (acél, 1988, Szöul, A Modern Museum szoborparkja)
- 1993 Deák Dénes-szökőkút (vörösréz, bronz, acél, krómacél, üveg, elektromos és hidraulikus berendezés, Székesfehérvár, Bartók Béla tér)

### Gyűjteményekben
- Bethanien Künstlerhaus Berlin
- Fővárosi Képtár, Budapest
- Szent István Király Múzeum, Székesfehérvár
- Janus Pannonius Múzeum, Pécs
- Kassák Lajos Emlékmúzeum, Budapest
- Kecskeméti Képtár, Kecskemét
- Magyar Zsidó Múzeum, Budapest
- Magyar Nemzeti Galéria, Budapest
- Modern Museum, Szöul
- Nemzetközi Modern Múzeum, Hajdúszoboszló
- Petőfi Sándor Múzeum, Aszód
- Sárospataki Képtár, Sárospatak
- Wilhelm-Lehmbruch Museum, Duisburg
- Városi Képtár, Győr

## Tagságai
- 1984 Magyar Köztársaság Művészeti Alap, majd a jogutód Magyar Alkotóművészek Országos Egyesülete
- 1986 Kanadai Szobrászok Szövetsége tiszteletbeli tagja
- 1988 Magyar Képzőművészek és Iparművészek Szövetsége Szobrász Szakosztály
- 1993 Széchenyi Irodalmi és Művészeti Akadémia rendes tagja
- 1995 Magyar Szobrásztársaság
- 1996 Szinyei Merse Pál Társaság
- 2006 Nyílt Struktúrák Művészeti Egyesület – OSAS (Open Structures Art Society) alapító tag

## Közéleti tevékenysége
- 1994 Kispesti Helikon Társaság tiszteletbeli elnöke
- 1999 Nemzetközi Kepes Társaság elnökségi tagja
- 2002 A Magyar Iparművészeti Egyetem habilitációs Bizottságának tagja
- 2003 Laborcz Ferenc Művészeti Alapítvány kuratóriumának tagja